# 菲爾希納山
72°3′S 7°40′E / 72.050°S 7.667°E
菲爾希納山（英語：Filchner Mountains）是南極洲的山脈，位於里加爾斯基山脈西南11公里的毛德皇后地，屬於奧爾萬山脈的一部分，該山脈在1938至1939年被德國探險隊發現。